# Macropanax skvortsovii
Macropanax skvortsovii är en araliaväxtart som beskrevs av Thi Dung Ha. Macropanax skvortsovii ingår i släktet Macropanax och familjen Araliaceae. Inga underarter finns listade.